# 学校法人龍澤学館
学校法人龍澤学館（がっこうほうじんたつざわがっかん）とは、岩手県盛岡市において、高等学校・中学校・幼稚園・専門学校を運営している学校法人。

## 設置学校

### 高等学校
- 盛岡中央高等学校

### 中学校
- 盛岡中央高等学校附属中学校

### 保育園・幼稚園
- 月が丘幼稚園
- 盛南ひまわり保育園
- 緑が丘ひまわり保育園
- 盛医ひまわり保育園

### 医療部門
- 盛岡医療福祉専門学校附属接骨院
- 盛岡医療福祉専門学校附属鍼灸院

### 予備校
- 専修学校盛岡中央ゼミナール

### 専門学校
- 盛岡情報ビジネス&デザイン専門学校
- 盛岡外語観光&ブライダル専門学校
- 盛岡医療福祉スポーツ専門学校
- 盛岡公務員法律専門学校
- 盛岡ペットワールド専門学校
- 盛岡看護医療大学校

## グループ関連企業
- 株式会社エムシーエス生涯学習センター（学習塾M進）
- 株式会社岩手ビッグブルズ
- いわぎん事業創造キャピタル株式会社
- 国際情報ビジネス協同組合
- 岩手県公会堂（指定管理者）

## 沿革
- 1953年 - 進学研究会（高校受験・大学受験進学塾）創立
- 1958年 - 岩手県知事認可、龍澤予備校（大学受験部・高校受験部）設立
- 1998年 - 株式会社エムシーエス生涯学習センター設立
- 2016年 - MCL専門学校グループ創立30周年
- 2013年 - 龍澤学館創立60周年